# Zé Leonel
José Leonel dos Santos Pinto Perfeito, mais conhecido por Zé Leonel (Póvoa de Santa Iria, 2 de fevereiro de 1955 – Póvoa de Santa Iria, 21 de abril de 2011), foi um cantor, compositor e músico português, um dos fundadores do grupo Xutos & Pontapés. Além dos Xutos, esteve na génese dos Peste & Sida, influenciou os Heróis do Mar e fundou os Ex-Votos, que conheceram vários sucessos alternativos, como é caso do "Subtilezas Porno-Populares", era também mentor do projecto Zé Leonel + IVA. Zé Leonel foi talvez o primeiro punk português a sério, no sentido de que achava que podia "abanar o sistema" através da música, como fizeram os Sex Pistols ou os The Clash.

## Biografia
José Leonel dos Santos Pinto Perfeito nasceu aos 2 de fevereiro de 1955 em Póvoa de Santa Iria, Portugal.
Zé Leonel foi um dos fundadores dos Xutos & Pontapés em 1978, na onda do punk rock português, como vocalista, tendo permanecido no grupo até ao começo de 1981. Neste grupo foi o responsável, por exemplo, pela letra de “Sémen”, inspirada pelo nascimento da primeira filha.
Em 1989 fundou os Ex-Votos com quem editou álbuns como “Cantigas do bloqueio”, produzido por Tim, dos Xutos & Pontapés, e “Benditos sejam”. “Subtilezas porno-populares”, “Texas Kid”, “Se o Bordalo fosse russo” e “Canção do ladrão” são alguns temas mais conhecidos dos Ex-Votos. Em 2003 o grupo fez uma pausa, tendo retomado a carreira em novembro de 2009.

### Último concerto
Zé Leonel deu o último concerto a 13 de abril de 2011, com os Ex-Votos e Amigos, poucas semanas antes da sua morte, no Centro Cultural da Malaposta, em Odivelas, no qual participou Kalú, baterista dos Xutos & Pontapés. O vocalista não deixou de dar voz às canções da banda, apesar do visível estado de saúde debilitado que o obrigou a subir ao palco numa cadeira de rodas.

## Morte
Zé Leonel morreu vítima de cancro no fígado aos 56 anos no dia 21 de abril de 2011 em casa pelas 04:30h da madrugada, e até ao fim usou uma crista, como um verdadeiro punk.
"Fui acordado pela campainha. Eram 2 jovens senhoras, assistente social e enfermeira, enviadas pelo Centro de Saúde para avaliar a minha situação e tentarem convencer-me a ingressar numa dessas clínicas residenciais, onde as pessoas morrem com mais nível", escreveu Zé Leonel, dia 16, no seu blogue pessoal.